# William Buckland

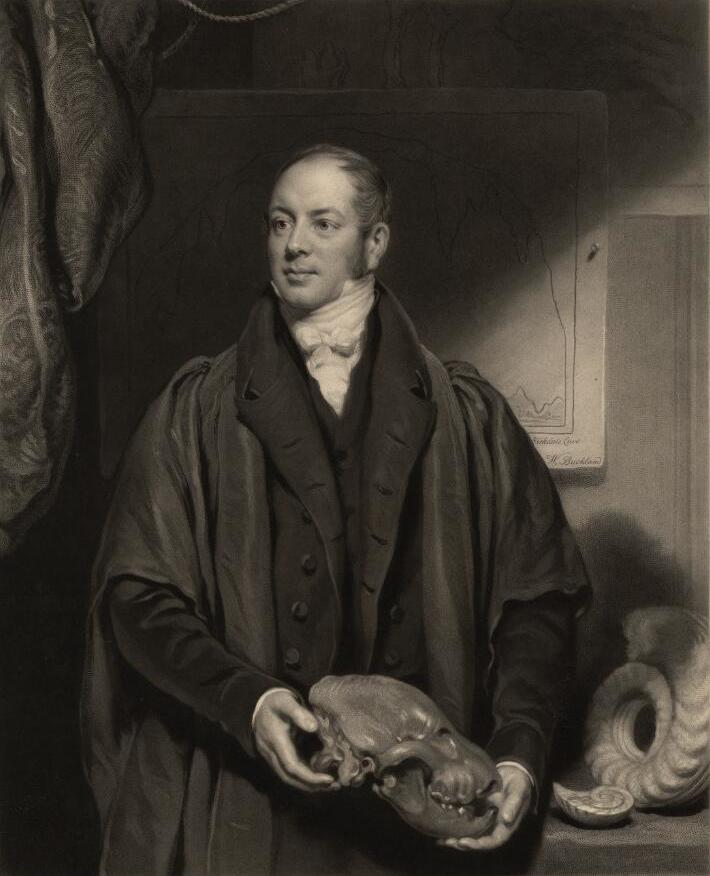
William Buckland (1833)

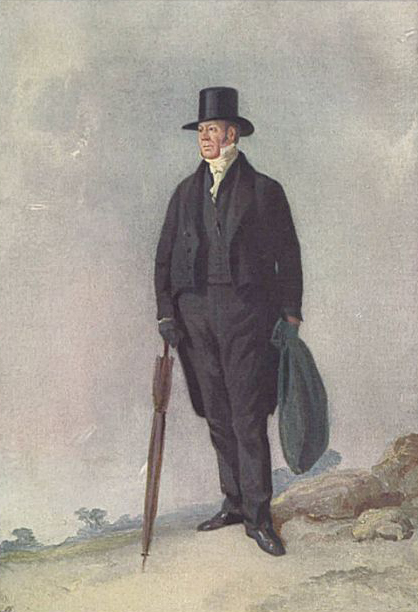
Das Gemälde von 1843 zeigt Buckland im Alter von 59 Jahren. Der seinerzeit allgemein bekannte blaue Beutel enthielt die aufgesammelten Fossilien.

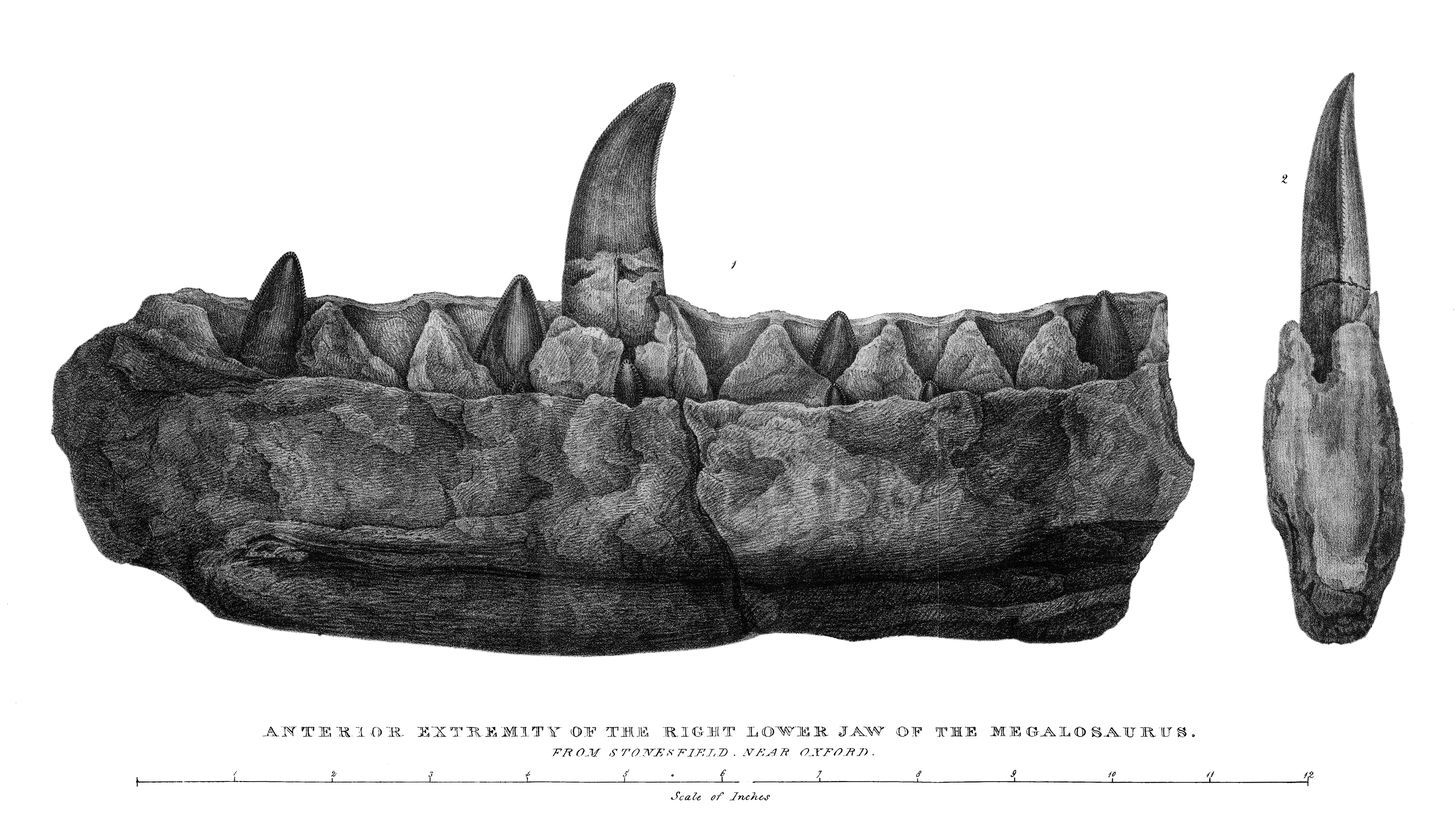
Stich des von Buckland beschriebenen Fragments des rechten Unterkiefers von Megalosaurus von Stonesfield bei Oxford aus der Erstbeschreibung Notice on the Megalosaurus or great Fossil Lizard of Stonesfield von 1824.

William Buckland (* 12. März 1784 in Axminster; † 24. August 1856 in Islip) war ein englischer Theologe sowie einer der bedeutenden Geologen und Paläontologen in der Frühzeit dieser Wissenschaften. Er war der wissenschaftliche Erstbeschreiber von Megalosaurus, einem der ersten drei bekannten Dinosaurier. 1823 entdeckt er zudem das weltweit erste Fossil eines Individuums der Gattung Homo, die „Red Lady of Paviland“.

## Leben und Wirken
Buckland war der älteste Sohn von Charles Buckland (1750–1828/9) und dessen erster Frau Elizabeth Oke (1756–1812).
Buckland studierte am Corpus Christi College in Oxford. 1813 wurde er als Nachfolger von John Kidd Reader für Mineralogie und 1819 Reader für Geologie. 
1847 wurde er in den Aufsichtsrat des British Museum berufen und 1848 erhielt er die Wollaston-Medaille der Geological Society of London.
Bucklands Ruf als Geologe und Paläontologe beruht auf seinen veröffentlichten wissenschaftlichen Arbeiten. In seinem Buch Relics of the Deluge (1823) kommentiert er die Fossilienfunde ausgestorbener Tiere, wie sie in den Höhlen von Kirkdale in Yorkshire gefunden wurden, in Hinblick auf die biblische Erzählung von der Arche Noah. Buckland war, bis er unter dem Einfluss von Louis Agassiz die Bedeutung der Gletscher für die Landschaftsformung der Erde erkannte, ein Verfechter der Sintfluttheorie. In seiner Antrittsvorlesung in Oxford (die unter dem Titel „Eine Erklärung der Verbindung von Geologie und Religion“ stand), nannte er es als Ziel der Geologie: „die Zeugnisse der Naturreligion zu bestätigen; und aufzuzeigen, dass die durch sie entwickelten Fakten mit den Berichten über die Schöpfung und die Sintflut in den Mosaischen Schriften übereinstimmen“. Nach der Begegnung mit Louis Agassiz entwickelte er sich zu einem frühen Vertreter von Agassiz’ Gletschertheorie und arbeitete anschließend intensiv daran, in Großbritannien Belege für eine einstige Vergletscherung zu finden.
31. Dezember 1825 heiratete er Mary Morland, mit der er neun Kinder hatte. Ihr erstes Kind war Francis Trevelyan Buckland.

## Ehrungen
1813 wurde Buckland Mitglied der Geological Society of London, deren Präsident er von 1824 bis 1826 und erneut von 1839 bis 1841 war. Am 26. Februar wurde er als Mitglied („Fellow“) in die Royal Society gewählt, die ihn 1822 mit der Copley-Medaille auszeichnete. Im Jahr 1822 wurde er zum Mitglied der Leopoldina gewählt, 1825 in die American Academy of Arts and Sciences. 1838 wurde Buckland von James Roberton († 1840) als Mitglied Nummer 141 der Société Cuvierienne vorgestellt. Seit 1839 war er korrespondierendes Mitglied der Académie des sciences.
Robert Brown benannte wahrscheinlich nach ihm die Gattung Bucklandia R.Br. ex Griff. aus der Familie der Zaubernussgewächse (Hamamelidaceae), die später in Exbucklandia R.W.Br. umbenannt wurde.
Nach ihm ist der Dorsum Buckland auf dem Erdmond benannt.

## Schriften (Auswahl)
Bücher
- Vindiciae Geologicae; or the Connection of Geology with Religion explained in an Augural Lecture delivered before the University of Oxford, May 15, 1819, on the Endowment of a Readership in Geology by His Royal Highness the Prince Regent. At the University Press for the Author, Oxford 1820 (Digitalisat).
- Reliquiae Diluvianae; or, observations on the organic remains contained in caves, fissures and diluvial gravel, and on other geological phenomena, attesting the action of an universal deluge. John Murray, London 1823 (Digitalisat).
- Geology and mineralogy considered with reference to natural theology. 2 Bände, William Pickering, London 1836 (Band 1, Band 2) – Bridgewater Treatise Nr. 6.
  - 2. Auflage, 2 Bände, William Pickering, London 1837 (Band 1, Band 2).
  - 3. Auflage, 2 Bände, George Routledge & Co, London 1858 (Band 1, Band 2) – herausgegeben von Frank Buckland.
  - 4. Auflage, 2 Bände, Bell & Daldy, London 1869–1870 (Band 1, Band 2) – herausgegeben von Frank Buckland.
  - Die Urwelt und ihre Wunder (= Die Natur, ihre Wunder und Geheimnisse, oder die Bridgewater-Bücher Band 5). Paul Neff, Stuttgart 1837 (Digitalisat) – übersetzt von Friedrich Werner.
  - Geologie und Mineralogie in Beziehung zur natürlichen Theologie. Aus dem Englischen, nach der zweiten Ausgabe des Originals, übersetzt und mit Anmerkungen und Zusaetzen versehen, von Dr L. Agassiz. 2 Bände. Auf Kosten des Übersetzers u. a., Neuchatel 1838–1839 (Band 1, Band 2).
  - Die Urwelt und ihre Wunder, oder allgemeine Darstellung der Geschichte des Erdkörpers. Nach der zweiten Auflage des englischen Originals und mit einem Anhange von Wilhelm Philipp Schimper. Paul Neff, Stuttgart 1838 (Digitalisat).

Zeitschriftenbeiträge
Der von der Royal Society herausgegebene Catalogue of scientific papers vermittelt einen Eindruck über seine Zeitschriftenbeiträge.
- Description of an insulated group of rocks of Slate and Greenstone in Cumberland and Westmoreland, on the east side of Appleby, between Melmerby and Murton. In: Transactions of the Geological Society of London. Band 4, 1817, S. 105–116 (Digitalisat, doi:10.1144/transgsla.4.105).
- Description of a series of Specimens from the Plastic Clay near Reading, Berks: with Observations on the Formation to which those Beds belong. In: Transactions of the Geological Society of London. Band 4, 1817, S. 277–304 (Digitalisat, doi:10.1144/transgsla.4.277).
- On the Structure of the Alps and adjoining Parts of the Continent, and their Relation to the Secondary and Transition Rocks of England. In: Annals of Philosophy. Neue Folge, Band 1, Nr. 6, 1821, S. 450–468 (Digitalisat).
- Account of an assemblage of Fossil Teeth and Bones of Elephant, Rhinoceros, Hippopotamus, Bear, Tiger, Hyæna, and sixteen other animals; discovered in a Cave at Kirkdale, Yorkshire, in the year 1821 : with a comparative view of five similar caverns in various parts of England, and others on the Continent. In: Philosophical Transactions of the Royal Society of London. Band 112, 1822, S. 171–236, (JSTOR:107680).
- Notice on the Megalosaurus or Great Fossil Lizard of Stonesfield. In: Transactions of the Geological Society of London. Serie 2, Band 1, 1824, S. 390–396 (Digitalisat).
- On the Fossil Remains of the Megatherium recently imported into England from South America. In: Report of the First ans Second Meetings of the British Association for the Advancement of Science, at York 1831, and at Oxford 1832. London 1833, S. 104–107 (Digitalisat).